# Watertoren (Franeker)
De watertoren in Franeker is ontworpen door de I. W. G. L. en gebouwd in 1925.
De watertoren heeft een hoogte van 48,80 meter en een waterreservoir van 445 m³.
Akkrum · 
Bolsward ·
Dokkum ·
Drachten ·
Franeker ·
Harlingen ·
Heerenveen ·
Hoorn Terschelling ·
Joure ·
Leeuwarden 
(Groningerstraatweg · Schrans) ·
Lippenhuizen ·
Schiermonnikoog ·
Sint Jacobiparochie ·
Sneek